# Eglsee mit Hoch- und Übergangsmoor und Streuwiese westlich Brem

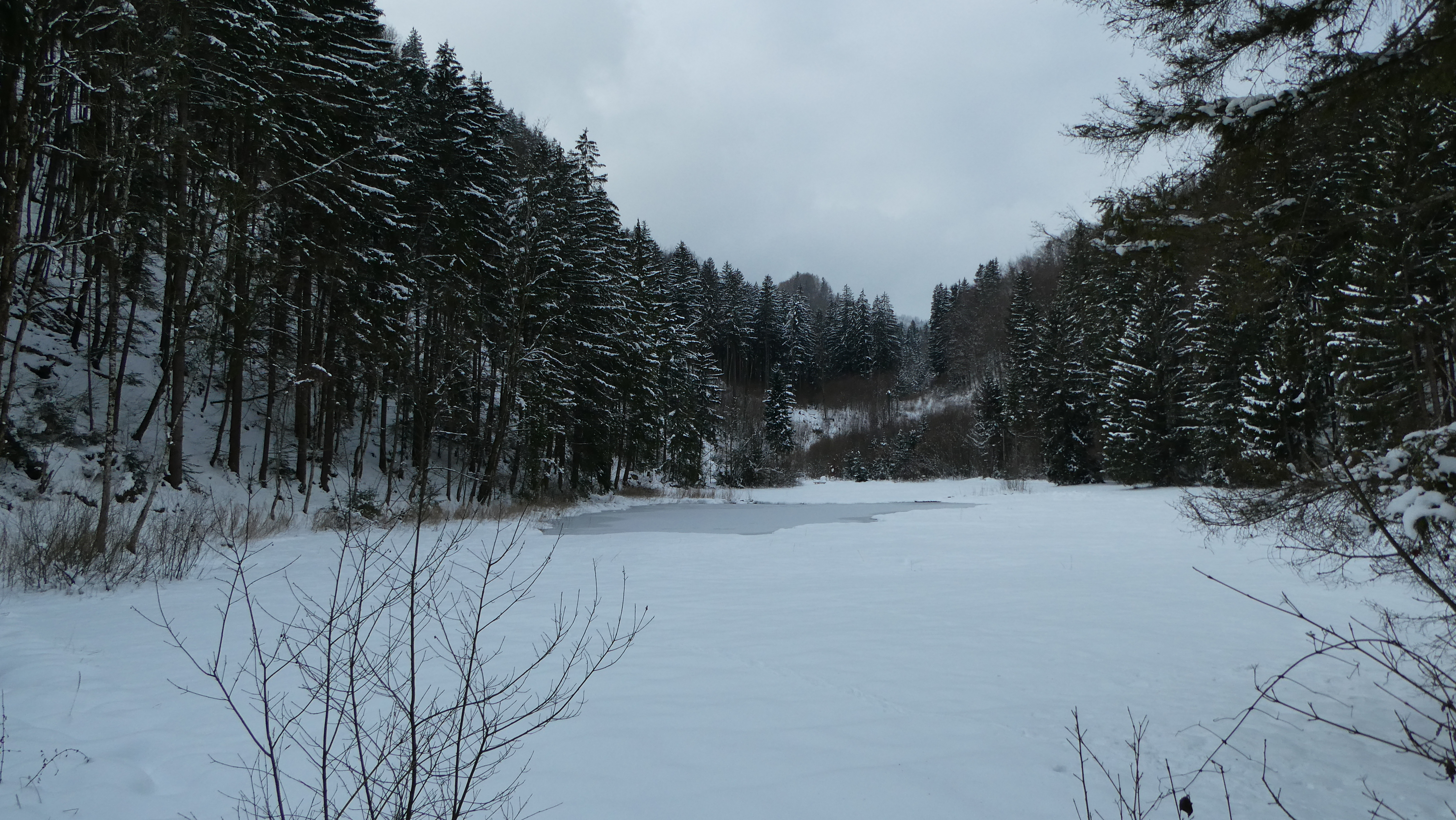
Eglsee im Winter

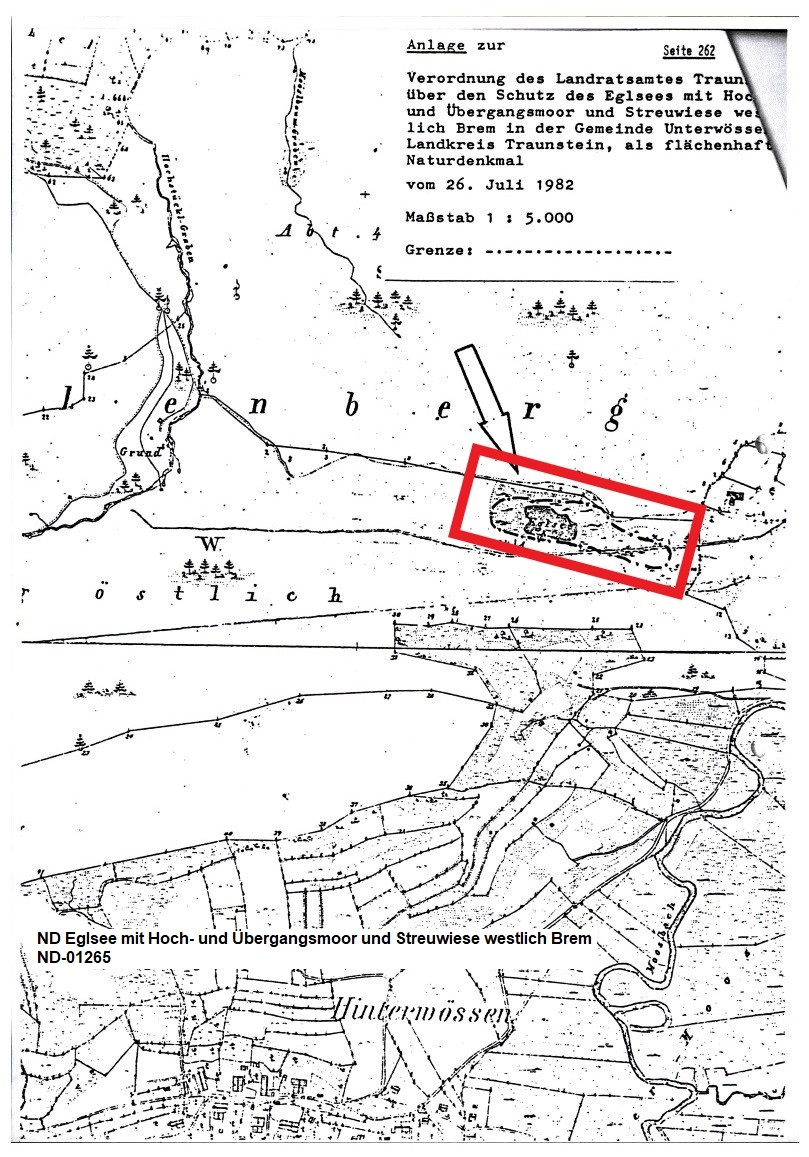
Lageplan Amtsblatt

Der Eglsee mit Hoch- und Übergangsmoor und Streuwiese westlich Brem in der Gemeinde Unterwössen ist ein 1,02 ha großes flächenhaftes Naturdenkmal im Landkreis Traunstein.
Er erhielt im Juli 1982 durch Verordnung des Landratsamtes Traunstein den Schutzstatus und wird vom Bayerischen Landesamt für Umwelt unter der Nummer ND-01265 gelistet.

## Schutzzweck
Der See mit Hoch- und Übergangsmoor und Streuwiese ist als flächenhaftes Naturdenkmal zu schützen, da es sich hier qualitativ um einen hochwertigen Biotop handelt und seine Erhaltung wegen seiner hervorragenden Eigenart und Seltenheit, seiner ökologischen, wissenschaftlichen, floristischen und faunistischen Bedeutung im öffentlichen Interesse liegt.